# 薬丸兼慶
薬丸 兼慶（やくまる かねよし）は、江戸時代中期の薩摩藩士。剣客。晩年になって活慶と号した。薬丸兼陳の外孫で黒葛原俊宗の三男であり、薬丸兼福の養子となった。
家格は、はじめ一代小番。須木郷地頭就任をもって代々小番。
須木郷地頭の他に高隅郷地頭を勤める。

## 生涯
元禄12年（1699年）8月28日に跡目養子成のお目見えを得る。宝永4年（1707年）9月28日に高奉行に就任。このとき、一代小番か。正徳4年（1714年）8月28日に船奉行に就任。享保3年（1718年）1月11日に物頭に就任。享保9年（1724年）1月11日、諸県郡須木郷地頭に就任。
享保14年（1729年）、平田兵十郎（のちの平田靱負）が物頭就任し、同僚となる。享保16年（1731年）、町奉行に就任。享保18年（1733年）に示現流の四代目宗家である東郷実満が死去し、孫の実昉（さねはる）が継いだ。実満の長子である位照は次男実勝との家督争いで遠島になっており、実勝も家督を継げなかった上、甥で新宗家の実昉をないがしろにして島津吉貴の怒りをかい、同じく遠島となった。しかしながら実昉や実満四男実賢等、鹿児島に残った東郷家一族は皆若年で門弟を統べる力量はなかった。門弟たちは再び示現流が衰えることを憂い、島津吉貴の許可を得て、薬丸兼慶を東郷家の代理として指南させることにした。
寛保初期、実昉や実賢が成長したことを受け、家伝の剣術に打ち込むとして宗家代理の役目を降りた。
元文2年（1737年）4月27日に高隈地頭に就任。元文5年（1740年）2月15日に役料として高90石を賜る。寛延4年（1751年）に高隈郷地頭を辞任する。
宝暦元年（1751年）に隠居し、子の兼雄に家督を譲る。宝暦4年（1754年）に兼雄死去し、翌年孫の兼中が相続。宝暦8年（1758年）9月17日暁に病死。

## 人物
- 薬丸家家伝の示現流を修める。示現流宗家の東郷実満にも入門したものの、東郷与助とともに修行に励むことが多かった。東郷与助は国分の外城士で東郷重位の親戚だったが、城下に来たときは、東郷本家ではなく薬丸家を修行の場とした。兼慶の剣技が優れていたので、実満は三段四段の免許を与えようとしたが、兼慶は固辞し、初段二段までを受けた。
- 兼慶は剣術家の薬丸家中、最も出世した。また、唯一の地頭職就任者でもあった。兼慶が物頭を勤めていた頃[10]、罪を犯した武士が土蔵に立てこもって出てこなかった。兼慶がこれを捕らえることになり、多人数の配下を先に向かわせておいた。役人たちはなかなか罪人を捕えることが出来ないでいたが、そこに兼慶が遅れてやってきた。兼慶は草鞋も脱がず土蔵に踏み入って罪人をにらみつけ、「不出御用者重罪也、早々可出」と言った。罪人は気持ちが弱くなり抜身を下げたまま降りてきた。兼慶はすかさずその右手を取り[11]、その隙に配下が召し取った。この事件により兼慶の勇名は鳴り響いた。
- 兼慶は家伝の剣術にも工夫を凝らし、薬丸自顕流の「打廻し（打廻り、燕飛）」は兼慶の考案によるものという。[12]